# Кутузов, Владимир Николаевич
Влади́мир Никола́евич Куту́зов (22 мая 1921 — 10 ноября 2010, Москва) — советский и российский звукооператор. Заслуженный работник культуры РСФСР (1986).

## Биография
Родился 22 мая 1921 года.
В 1938—1939 годах работал цветолаборантом на киностудии «Союзмультфильм».
В 1940 году учился в военно-морском радиоучилище.
В 1940—1945 годах служил на Тихоокеанском флоте.
Участник Великой Отечественной войны.
В 1945—1947 годах — начальник кинорадиоуправления в Политическом управлении ВМС СССР.
В 1947—1949 годах — инструктор кино-радио на киностудии «Союздетфильм».
В 1949—1969 годах — звукооператор киностудии научно-популярных фильмов.
В 1969—1997 годах — звукооператор киностудии «Союзмультфильм».
Сотрудничал со студиями «ШАР» и «Анимафильм».
Умер 10 ноября 2010 года в Москве.

## Фильмография

### Звукооператор
- Бабушкин зонтик (1969)
- Весёлая карусель (выпуск 1) (1969)
- Девочка и слон (1969)
- Дед Мороз и лето (1969)
- Десять лет спустя (1969)
- Золотой мальчик (1969)
- Сказка про Колобка (1969)
- Это дело не моё (1969)
- Бобры идут по следу (1970)
- Весёлая карусель (выпуск 2) (1970)
- Все мы — пешеходы! (1970)
- Калейдоскоп-70 (1970)
- Обезьяна с острова Саругасима (1970)
- Приключения Огуречика (1970)
- Я нарисую солнце (1970)
- Весёлая карусель (выпуск 3) (1971)
- Без этого нельзя (1971)
- Как мы весну делали (1971)
- Край земли (1971)
- Мальчик и мячик (1971)
- Песни огненных лет (1971)
- Снежные люди (1971)
- Старая игрушка (1971)
- Терем-теремок (1971)
- Три банана (1971)
- Урок не впрок (1971)
- Чужие следы (1971)
- Весёлая карусель (выпуск 4) (1972)
- Бабочка (1972)
- В тридесятом веке (1972)
- Заветная мечта (1972)
- Зелёный кузнечик (1972)
- Мастер из Кламси (1972)
- Русские напевы (1972)
- С днём рождения! (1972)
- Утёнок, который не умел играть в футбол (1972)
- Айболит и Бармалей (1973)
- В мире басен (1973)
- Весёлая карусель (выпуск 5) (1973)
- Как это случилось (1973)
- Ковбои в городе (1973)
- Митя и Микробус (1973)
- Мы с Джеком (1973)
- Немухинские музыканты (1973)
- Сказка о попе и о работнике его Балде (1973)
- Спасибо (1973)
- Юморески (выпуск 1) (1973)
- Важное лицо («киножурнал Фитиль» № 140) (1974)
- Вершки и корешки (1974)
- Весёлая карусель (выпуск 6) (1974)
- Всё наоборот (1974)
- Как львёнок и черепаха пели песню (1974)
- Мешок яблок (1974)
- Федорино горе (1974)
- Человек строит дом (1974)
- Юморески (выпуск 2) (1974)
- Юморески (выпуск 3) (1974)
- В порту (1975)
- Весёлая карусель (выпуск 7) (1975)
- День чудесный (1975)
- И мама меня простит (1975)
- Комаров (1975)
- Садко богатый (1975)
- Уступите мне дорогу (1975)
- Будь здоров, зелёный лес (1976)
- Детский альбом (1976)
- Дом, который построил Джек (1976)
- Зеркало времени (1976)
- Икар и мудрецы (1976)
- Котёнок по имени Гав (выпуск 1) (1976)
- Легенда о старом маяке (1976)
- Ночь весны (1976)
- Огник (1976)
- Птичка Тари (1976)
- Стадион шиворот-навыворот (1976)
- Чуридило (1976)
- Шкатулка с секретом (1976)
- Вперёд, время! (1977)
- Зайчонок и муха (1977)
- Котёнок по имени Гав (выпуск 2) (1977)
- Как грибы с горохом воевали (1977)
- Кто я такой (1977)
- Мальчик-с-пальчик (1977)
- Мелочи жизни (1977)
- Не любо — не слушай (1977)
- Ну, погоди! (выпуск 11) (1977)
- Полигон (1977)
- Самый маленький гном (Выпуск № 1) (1977)
- Серебряное копытце (1977)
- Старт (1977)
- Тайна запечного сверчка (1977)
- Я к вам лечу воспоминаньем… (1977)
- Алим и его ослик (1978)
- Алые паруса (экспериментальный ролик) (1978)
- Весёлая карусель (выпуск 10) (1978)
- Горный мастер (1978)
- Жирафа и очки (1978)
- Илья Муромец и Соловей-разбойник (1978)
- Контакт (1978)
- Мышонок Пик (1978)
- На задней парте (выпуск 1) (1978)
- Ну, погоди! (выпуск 12) (1978)
- Последняя невеста Змея Горыныча (1978)
- Талант и поклонники (1978)
- Чудеса в решете (1978)
- Чудеса среди бела дня (1978)
- Большая эстафета (1979)
- Золушка (1979)
- Котёнок по имени Гав (выпуск 3) (1979)
- Кто получит приз (1979)
- Недодел и передел (1979)
- Пер Гюнт (1979)
- Последние волшебники (1979)
- Почему ослик заупрямился? (1979)
- Премудрый пескарь (1979)
- С кого брать пример (1979)
- Салют, Олимпиада! (1979)
- Страшная история (1979)
- Тир (1979)
- Возвращение (1980)
- И с вами снова я… (1980)
- Котёнок по имени Гав (выпуск 4) (1980)
- Лебеди Непрядвы (1980)
- Мореплавание Солнышкина (1980)
- На задней парте (выпуск 2) (1980)
- Ну, погоди! (выпуск 13) (1980)
- Самый маленький гном (выпуск 2) (1980)
- Бездомные домовые (1981)
- Бибигон (1981)
- До свидания, овраг (1981)
- Ивашка из дворца пионеров (1981)
- Кот Котофеевич (1981)
- Мария, Мирабела (1981)
- Мороз Иванович (1981)
- Однажды утром (1981)
- Он попался! (1981)
- Отражение (1981)
- Пёс в сапогах (1981)
- Приходи на каток (1981)
- Раз — горох, два — горох… (1981)
- Самый маленький гном (выпуск 3) (1981)
- Халиф-аист (1981)
- Бедокуры (1982)
- Боцман и попугай (выпуск 1) (1982)
- Будь здоров (1982)
- Котёнок по имени Гав (выпуск 5) (1982)
- Лиса Патрикеевна (1982)
- Осень (1982)
- Охотник и его сын (1982)
- Парадоксы в стиле рок (1982)
- Последняя охота (1982)
- Превращение (1982)
- Про деда, бабу и курочку Рябу (1982)
- Пуговица (1982)
- Робинзон и самолёт (1982)
- Рыбья упряжка (1982)
- Сладкий родник (1982)
- Старая пластинка (1982)
- Сын камня (1982)
- Чучело-Мяучело (1982)
- Боцман и попугай (выпуск 2) (1983)
- Волчище — серый хвостище (1983)
- Гирлянда из малышей (1983)
- Горе — не беда (1983)
- Замок лгунов (1983)
- Конфликт (1983)
- Наваждение Родамуса Кверка (1983)
- Неудачники (1983)
- О, море, море!.. (1983)
- Пилюля (1983)
- Попался, который кусался (1983)
- Про мамонтёнка (1983)
- Самый маленький гном (выпуск 4) (1983)
- Снегирь (1983)
- Солдатский кафтан (1983)
- Юбилей (1983)
- Весёлая карусель (выпуск 13) (1983)
- Ваня и крокодил (1984)
- Возвращение блудного попугая (выпуск 1) (1984)
- Волк и телёнок (1984)
- Дом, который построили все (1984)
- Заячий хвостик (1984)
- История одной куклы (1984)
- Картинки с выставки (1984)
- Контакты... конфликты... (1984)
- Кубик и Тобик (1984)
- Медведь — липовая нога (1984)
- На задней парте (выпуск 3) (1984)
- Не опоздал (1984)
- Ну, погоди! (выпуск 14) (1984)
- Охотник до сказок (1984)
- Разрешите погулять с вашей собакой (1984)
- Синеглазка (1984)
- Тяп-ляп, маляры (1984)
- Чёрно-белое кино (1984)
- Боцман и попугай (выпуск 3) (1985)
- Боцман и попугай (выпуск 4) (1985)
- Весёлая карусель (выпуск 16) (1985)
- Два билета в Индию (1985)
- Дереза (1985)
- Добро пожаловать! (1985)
- Контакты… Конфликты (выпуск 2) (1985)
- Контракт (1985)
- Королевский бутерброд (1985)
- На задней парте (выпуск 4) (1985)
- Ну, погоди! (выпуск 15) (1985)
- Падающая тень (1985)
- Пантелей и пугало (1985)
- Перфил и Фома (1985)
- Сказ о Евпатии Коловрате (1985)
- Старая лестница (1985)
- Танцы кукол (1985)
- Банкет (1986)
- Боцман и попугай (выпуск 5) (1986)
- Весёлая карусель (выпуск 17) (1986)
- Весёлая карусель (выпуск 18) (1986)
- Геракл у Адмета (1986)
- Как потерять вес (1986)
- Когда песок взойдёт (1986)
- Контакты… Конфликты (Выпуск 3) (1986)
- Легенда о Сальери (1986)
- Одинокий рояль (1986)
- Приключения пингвинёнка Лоло (Фильм 1) (1986)
- Прогулка (1986)
- Сын камня и великан (1986)
- Три новеллы (1986)
- Улыбка Леонардо да Винчи (1986)
- Чудеса техники (1986)
- Ну, погоди! (выпуск 16) (1986)
- Большой подземный бал (1987)
- Брак (1987)
- Возвращение блудного попугая (второй выпуск) (1987)
- Выкрутасы (1987)
- Добро пожаловать! (второй выпуск) (1987)
- Исчезатель (1987)
- Контакты… Конфликты (выпуск 4) (1987)
- Любимое моё время (1987)
- Музыка революции (1987)
- Муму (1987)
- Освобождённый Дон Кихот (1987)
- Пока я не вернусь… (1987)
- Поползновение (1987)
- Приключения пингвинёнка Лоло (Фильм 2) (1987)
- Приключения пингвинёнка Лоло (Фильм 3) (1987)
- Про верблюжонка (1987)
- Прямое попадание (1987)
- Школа изящных искусств. Пейзаж с можжевельником (1987)
- Шурале (1987)
- Весёлая карусель (выпуск 19) (1988)
- Возвращение блудного попугая (третий выпуск) (1988)
- Дождливая история (1988)
- Жили-были дед и баба (1988)
- Карпуша (1988)
- Котёнок с улицы Лизюкова (1988)
- Лев и девять гиен (1988)
- Летели два верблюда (1988)
- Седой медведь (1988)
- Случай с бегемотом (1988)
- Перевал (1988)
- Уважаемый леший (1988)
- Эксперимент (1988)
- Кострома (1989)
- Квартет для двух солистов (1989)
- Композиция на тему. Рыжик (1989)
- Озеро на дне моря (1989)
- Подружка (1989)
- Притча об артисте. Лицедей (1989)
- Рождение Эрота (1989)
- Сапожник и русалка (1989)
- Счастливый старт 1 (1989)
- Счастливый старт 2 (1989)
- Счастливый старт 3 (1989)
- Секретная океанская помойка (1989)
- Стереотипы (1989)
- Цель (1989)
- Вахтёр (1990)
- Весёлая карусель (выпуск 20) (1990)
- Весёлая карусель (выпуск 21) (1990)
- Весёлая карусель (выпуск 22) (1990)
- В поисках Олуэн (1990)
- Дафна (1990)
- Ёжик должен быть колючим? (1990)
- Когда-то давно… (1990)
- Король-паршивец (1990)
- Кот и Ко (1990)
- Приключения кузнечика Кузи (история первая) (1990)
- Приключения медвежонка Садко (1990)
- Счастливый старт 4 (1990)
- Школа изящных искусств. Возвращение (1990)
- Весёлая карусель (выпуск 23) (1991)
- Иван-Царевич и Серый Волк (1991)
- История одного города. Органчик (1991)
- Маленькая колдунья (1991)
- На чёрный день (1991)
- По лунной дороге (1991)
- Что там, под маской? (1991)
- Яблочный пирог (1991)
- Весёлая карусель (выпуск 24) (1992)
- Глаша и кикимора (1992)
- Непобедимые Тойстеры. Затерянные в Тойберии (1992)
- Нимфа Салмака (1992)
- Фатум (1992)
- Шарман, Шарман! (1992)
- Весёлая карусель (выпуск 25) (1993)
- Кибиточка на одном колесе (1993)
- Коммунальная история (1993)
- Муравьиный ёжик (1993)
- Ну, погоди! (выпуск 17) (1993)
- Ну, погоди! (выпуск 18) (1993)
- Рождественская фантазия (1993)
- Шут Балакирев (1993)
- Жили-были (1994)
- Новые русские (1994)
- Шарман, шарман!-2 (1994)
- Весёлая карусель (выпуск 27) (1994)
- Весёлая карусель (выпуск 29) (1995)
- Лев с седой бородой (1995)
- Полифем, Акид и Галатея (1995)
- Теремок (1995)
- Шарман, шарман!-3 (1995)
- Лягушка-путешественница (1996)
- Долгое путешествие (1997)
- Попались все… (1998)